# Exochus kanayamensis
Exochus kanayamensis är en stekelart som beskrevs av Kusigemati 1971. Exochus kanayamensis ingår i släktet Exochus och familjen brokparasitsteklar. Inga underarter finns listade i Catalogue of Life.